# チッパワの戦い
チッパワの戦い（-のたたかい、英:Battle of Chippawa）は、米英戦争中の1814年7月5日に、アッパー・カナダのナイアガラ滝の近く、現在のオンタリオ州チッパワでイギリス軍とアメリカ軍との間に戦われた戦闘である。アメリカ軍が対等の戦力のイギリス軍と対戦した戦闘では初めての勝利となった。

## 背景
1814年7月までに、ヨーロッパではナポレオン・ボナパルトが倒れ、経験豊富なイギリス兵がカナダに派遣される時期が迫っていた。アメリカ合衆国陸軍長官ジョン・アームストロングは、イギリス軍が補強される前にカナダで決定的な勝利を挙げて置きたいと思っていた。
ジャコブ・ブラウン少将が北部方面軍の左翼師団を形成するよう命令を受けた。アームストロングの意図は、オンタリオ湖のイギリス軍主要基地であるキングストンにブラウンが攻撃をかけ、同時に民兵の陽動部隊にナイアガラ川を渡らせてイギリス軍の気を逸らせることであった。アームストロングの命令は当初あまり明確ではなかったので、ウィンフィールド・スコット准将の下の正規兵旅団はナイアガラのバッファローまで進軍した。
ブラウンは、オンタリオ湖のサケット港を拠点にするアメリカ海軍の指揮官アイザック・ショーンシーからの支援を得られそうになかったので、キングストン攻撃を躊躇っていた。ショーンシーは新しい艦船が建造されるのを待っていたので、7月半ば前に動くことを拒否していた。このためにブラウンはナイアガラ川渡って攻撃することを主とした作戦を立てた。

### スコットの「教導のキャンプ」
スコットはバッファローで待機している間、軍隊の訓練計画を作り上げた。これはフランス革命軍が1791年に作った指導書を使って、1日に10時間軍隊を訓練するものだった。これより以前、アメリカ軍の各連隊は異なる指導書を使っていたので、大規模の軍隊を作ったときにその用兵が難しかった。
スコットは、軍隊での経験や長所よりも政治的な影響力で地位を得ていたあまり使えそうにない士官を追放し、衛生面も含めてキャンプの規律を維持することに執心した。このことで、それまでの方面作戦では重大な問題となっていた赤痢など消化器系伝染病による兵力の損耗を減らした。正規兵の青い制服がバッファローでは調達できなかったので、スコットは通常は民兵が着る灰色の制服を2,000着用意させた。

### ナイアガラ方面作戦
7月3日、スコットとエリエザー・ホィーロック・リプリーの正規兵旅団からなるブラウン軍はエリー砦を占領した。7月4日には、ピーター・B・ポーター指揮下の民兵隊が到着して補強され、スコット隊はナイアガラ川沿いの陸路を北に進軍開始した。イギリス軍のトマス・ピアソン中佐の部隊が橋を壊したり、倒木で道を塞いだりしようと出てきたが、簡単に撃退された。
その日遅く、スコットはチッパワ町の近くチッパワ川の堤でイギリス軍の守備隊に遭遇した。短時間の砲撃を交わした後、スコット隊はストリーツ・クリークまで数マイル後退した。ここでスコットは、遅ればせながら翌日に独立記念日のパレードを彼の軍隊にやらせようと考えた。一方ブラウンは他の部隊を動かしてチッパワ川上流で川を渡った。
対抗するイギリス軍はフィニアス・リアル少将指揮下のカナダ軍右翼師団であった。リアルはスコットの旅団が民兵でなっていると思い、エリー砦はまだ機能しているとも思っていた。リアルはチッパワ川を渡り、アメリカ軍に攻撃をかけてナイアガラ川から後退させたうえで、エリー砦を救うことに決めた。

## 戦闘
7月5日早朝、リアルの本隊に先立って、イギリス軍軽装歩兵、民兵およびインディアンの部隊がチッパワ川を渡り、スコット隊陣地の西の森から狙撃を始めた。スコットは農家で朝食を摂っているところだったので、あやうく捕まりそうになった。ブラウンは、ペンシルベニア州民兵とイロコイ族戦士からなるポーターの旅団に森の中を掃討するよう命じた。ポーター隊が命令を実行していると、リアルの主部隊が前進してきたので素早く後退した。
スコットはストリーツ・クリークを発進していた。スコット指揮下のナサニエル・トーソン大尉の砲兵中隊が3門の12ポンド砲を陸路の上に据えて砲撃を開始した。リアル隊の24ポンド砲2門と5.5インチ榴弾砲も反撃を開始したが、トーソン隊の砲弾が弾薬用馬車を直撃し、リアル隊の大砲を無用のものにしてしまった。
スコット隊は、第25歩兵連隊を森に近い左翼に、第11および第9歩兵連隊を中央に、第22歩兵連隊を右翼に布陣させ、トーソンの砲兵隊で支援する配置を終えた。リアルは最初の一瞥で、アメリカ軍が灰色の制服を着ていたので民兵隊だと見なした。職業的イギリス軍は民兵を全く軽視していた。リアルは、数回も一斉射撃を繰り返せば、敵の訓練が足りない部隊は列を乱して後退するものと予測した。イギリス軍の砲撃に対してもアメリカ軍がしっかりと戦列を組んだままであったので、リアルは間違いに気付き、有名な台詞「なんと、やつらは正規兵だ」を吐いた。
イギリス軍歩兵隊は第1王室歩兵連隊の第1大隊と第100歩兵連隊が前に出て、第8歩兵連隊の第1大隊が予備隊となっていたが、怖々と前進し、一団になって列を乱し始めた。これは、リアルが歩兵に横隊を組ませて起伏があり丈の高い草地を進ませていたからであり、もっと急速に前進することが可能な縦隊を選んでいなかったからであった。横隊に組んだことは歩みを鈍くし、アメリカ軍の砲撃に長く曝されることを意味していた。横隊の利点は火力を集中できることであるが、リアルはこの利点すら1回しか使わず、銃剣での接近戦に持ち込もうとした。950名の赤い制服を着た歩兵前列が前進していくと、同士討ちを避けるためにイギリス軍は砲撃を止めざるを得なかった。一方アメリカ軍の砲手は仰角を持たせた砲撃から直接イギリス軍の前列に向けた砲撃に切り替え、イギリス軍歩兵隊に致命的な打撃を与えた。スコットは、敵軍が100ヤード (90 m)以内に近づくと、両翼を前進させ、全体でUの字を作るような配置にした。訓練の行き届いたアメリカ軍はこの配置転換を一点の瑕疵もなくやり遂げ、リアルの前進する部隊に一斉の十字砲火を浴びせた。
リアルの前衛は大きな損失を被り、スコット隊が銃剣攻撃を掛けたときに崩壊した。予備隊が退却する前衛を支えたのでこの時の損失は最小の2名に抑えられた。スコットは追撃を掛けさせたが、急に前線に持ち出されたイギリス軍の6ポンド砲3門および川の反対側からの砲撃の反撃にあってチッパワの手前で止まった。それにも拘わらず、トーソンの嵐のような砲撃に支援されて、1,300名のアメリカ軍歩兵隊が1,500名のイギリス軍の攻撃を打ち破った。
損失は大きかった。イギリス軍中央を担い、最後まで抗戦した第100歩兵連隊は、「1人の大尉と3人準大尉および使える兵士は250名」までに減った。それでも、20世紀カナダ公文書保管人ダグラス・ヘンドリーによる研究では、チッパワから戻ったイギリス軍の損失は、実際には捕虜となった「死者」よりも少なかったという。戦死したと考えられた136名のイギリス兵のうち、実際には74名が実数であった。チッパワにおける実際のイギリス軍の損失は、74名の正規兵、18名のカナダ民兵、16名のインディアン戦士の戦死、299名の正規兵、16名のカナダ民兵、特定できない数のインディアン戦士の負傷、75名の正規兵が負傷後に捕虜となった。9名の正規兵、1名のインディアン部局の士官、5名のインディアン戦士は負傷無しで捕虜となった。他に9名の正規兵と9名のカナダ民兵が脱走した。イギリス軍の損失一覧の中に奇妙なことがある。第1王室歩兵連隊の第1大隊は公式にはスコットランド人の部隊であったが、チッパワで戦死した41名のうち、22名はアイルランド人であり、10名はイングランド人、1名は国籍として「軍隊」となっており、残る8名だけがスコットランド人だった。.

## その後
戦闘の2日後、ブラウンはチッパワ川上流で川を越え、イギリス軍をジョージ砦に追い込んで、意図していた作戦を完成させた。海軍のショーンシー提督がまだナイアガラ半島の陸軍を支援できる体制になかったため、この要塞化された砦を襲うのは不可能であった。包囲戦に必要な援軍や大砲も届かなかった。
イギリス軍の方はナイアガラ前線に援軍を送り込むことができて、間もなくブラウンが直接攻撃を掛けるには強くなりすぎた。最終的に一連の陽動作戦や用兵が数週間後のランディーズ・レーンの戦いとなった。
このチッパワの戦いと、それに続くランディーズ・レーンの戦いによって、うまく訓練され指揮もよければ、アメリカ軍正規兵はイギリス軍正規兵と対等に渡り合えることを証明した。アメリカ軍はフランス革命軍の指導書に倣って訓練され、ジャコブ・ブラウンやウィンフィールド・スコットのような有能な指揮官を得て、そこそこの戦える軍隊となった。ブラウンやスコットは、この戦争から国民的英雄になっていった。
リアルは幾つかの点で誤りを犯した。アメリカ軍の練度があがっていること、その戦力と構成を見誤り、エリー砦が持ち堪えられる時間を見損なった。しかし、当時のフランス軍指揮官と同じ誤りを犯し、歩兵による強力な攻撃が訓練されよく組織された部隊にも打ち勝てると思っていた。リアルはまた、第8連隊第1大隊を予備に残し、950名だけを直接スコット旅団にぶつけてしまうという愚を犯した。長い距離の荒れ地を縦隊ではなく横隊で進ませるという選択は、成功に導くために必要な攻撃の時機を奪っており、決して説明できないものであった。さらに銃撃無しに攻撃を掛けさせたことは、せっかく横隊を組んでいてその利点を活かさないままにしてしまった。スコットやその部下の大半と比べて、リアルには経験が足りなかった。それまでマルティニーク（1809年）、グアドループ（1810年）およびバッファローの戦い（1813年12月）で簡単な戦闘経験があるだけだった。それでもイギリス軍の撤退中にリアルは目を見張る勇敢さを示した。

## 遺産
ウエストポイントのアメリカ陸軍士官学校では、チッパワでのアメリカ陸軍の灰色の制服を称えて、士官候補生が灰色の制服でパレードする。
アメリカ歩兵連隊の非公式モットーは「なんと、正規兵」である。このモットーは第6歩兵連隊が初めて採用した。